# Georg Rodolf Weckherlin
Georg Rodolf Weckherlin (Stuttgart, 1584. szeptember 14. vagy 15. ― London, 1653. február 13.) Württembergben, majd Angliában működő diplomata, tisztviselő, reneszánsz író, költő.

## Élete
Egy württembergi udvari hivatalnok ötödik gyermekeként iskolai tanulmányait Stuttgartban végezte (1593–1599, pedagógia) és a tübingeni egyetemre iratkozott be 1599. április 24-én jogra, illetve az ottani collegium illustre, amely egy ún. studium politicum-ot tett lehetővé ill. az akkori modern idegen nyelvek tanulását.
Egy hosszabb európai tanulmányutat követően 1606-ban mindenféle záróvizsga vagy diploma nélkül befejezte az egyetemet, azaz otthagyta, és Württemberg állam köztisztviselője lett. A diplomácia terén jártas lévén 1615-ig külföldön tartózkodott, elsősorban Franciaországban (Montbéliard, Lyon, Orléans, Párizs), valamint 1607 és 1615 között három évig Angliában. Itt ismerkedett meg Elizabeth Raworth-tal, Dover város írnokának leányával. 1616-ban házasodtak csak össze, miután Weckherlin Stuttgartban hercegi titkár és udvari történész lett. Az ország protestáns délnyugati része számára negatív fejlődés a harmincéves háború kirobbanása után Weckherlin 1619 végén családjával Angliába települt (Dover, majd Canterbury és valószínűleg 1626-tól Westminster). Itt eleinte még württembergi, illetve pfalzi diplomataként tevékenykedett, majd 1626-tól angol köztisztviselő lett, méghozzá a „külföldi ügyekkel” foglalkozó államtitkár segédeként és többek között titkosszolgálati ügyekkel és cenzúrával volt a területe.
1630-ban gyermekeivel együtt felvette az angol állampolgárságot. Eleinte még sikerült kívül maradnia a király és a parlament közötti konfliktuson, de 1643-ban antiklerikusságától befolyásolva és egyre kritikusabb lett álláspontja az udvarral szemben, míg a parlament oldalára állt. 1644-ben az újonnan létrehozott parlamenti Committee of Both Kingdoms testület külügyi titkára lett.
Két hónappal I. Károly angol király kivégzése után (1649. január 30.) lemondott, de 1652-ben néhány hónapra utódjának, a már megvakult John Miltonnak segített, hogy bedolgozza magát a munkaterületbe.

## Munkássága
Mint württembergi udvari költő, amiképpen stuttgarti köztisztviselői állása értelmezhető, az volt a feladata, hogy pompás udvari ünnepélyeket szervezzen és reprezentáns leírásokban megörökítsen. Ekkor keletkeztek első versei, amelyek a Pléiadok formanyelvét és népiességét idézik és egy új német műköltemény elején állnak, az európai reneszánsz szellemiségében. Miután Angliába távozott, bár összes versei Oden vnd Gesänge (Ódák és versek) 1619-ben megjelentek, Németországban érthető módon csökkentek. Ehhez párosult, hogy a francia példát követő metrikus elképzelései - szótagszámolás rendhagyó alternáció nélkül - Martin Opitz ilyentérű reformja után hamarosan elavultnak számított. Újabb két verseskötete csak húsz évvel később jelent meg, amelyekben egyrészt egyházi és világi verseket, melyek közül petrarcai buja költemények, valamint művészi, bájos eklogák és az új és agresszív politikai versek a protestáns ügy védelmében.

## Művei
- Triumf Newlich bey der F. kindtauf zu Stuttgart gehalten, 1616
- Kurtze Beschreibung / Deß […] Jüngst-gehaltenen Frewden-Fests, 1618
- Beschreibung Und Abriß Des jüngst zu Stuttgarten gehaltnen F. Balleths, 1618
- Oden vnd Gesänge, 1618–19
- Gaistliche und Weltliche Gedichte, 1641 (bővítve 1648)